# Hantay

Hantay este o comună în departamentul Nord, Franța. În 1 ianuarie 2022 avea o populație de 1.249 de locuitori.